# Drevvatn (stacja kolejowa)
Drevvatn – stacja kolejowa w Drevvatn, w regionie Nordland w Norwegii. Jest oddalona od Trondheim o 440,77 km. Jest położona na wysokości 92,9 m n.p.m.

## Ruch dalekobieżny
Leży na linii Nordlandsbanen. Obsługuje północną i środkową część kraju. Stacja przyjmuje sześć par połączeń dziennie do Mosjøen a trzy jadą dalej do Trondheim.

## Obsługa pasażerów
Poczekalnia, wiata, parking. Odprawa podróżnych odbywa się w pociągu.